# Tegolophus australis
Tegolophus australis är en spindeldjursart som beskrevs av Hartford Hammond Keifer 1964. Tegolophus australis ingår i släktet Tegolophus och familjen Eriophyidae. Inga underarter finns listade i Catalogue of Life.